# Gran parada
Gran parada va ser un programa musical i de varietats emès per Televisió espanyola entre 1959 i 1963, amb realització entre altres de Fernando García de la Vega i Gustavo Pérez Puig.

## Format
Es tractava del clàssic programa de varietats que combinava actuacions musicals i sketches d'humor.

## Història
L'espai, produït per Movierecord, pot ser considerat com el primer gran programa del seu gènere emès per la televisió a Espanya. Va prendre el relleu de La hora Philips i Festival Marconi, emesos durant els primers mesos de funcionament del mitjà en Espanya, encara que van comptar amb uns recursos molt més reduïts dels que gaudiria Gran Parada.
L'espai s'emetia des del teatre Fomento de las Artes, llogat per TVE per a aquest i altres programes, donada l'estretor dels estudis del Passeig de La Habana a Madrid. Gilles Margaritis, el més important realitzador francès per a espectacles d'aquest tipus, va ser el responsable del programa d'inauguració, i durant el seu temps d'emissió va mantenir una certa rivalitat amb Club Miramar, un programa de similars característiques que es gravava en els estudis que TVE posseïa en Barcelona.
L'espai va aconseguir una enorme popularitat entre el públic del moment i en el mateix es va utilitzar la denominada tècnica del play-back, que havia arribat a TVE anys abans de la mà de Gustavo Pérez Puig i l'espai líric Teatro Apolo.
Va ser el primer programa de televisió a Espanya a emetre imatges pre-gravades, mitjançant l'ús del magnetoscopio, concretament una actuació de Xavier Cugat i Abbe Lane.

## Presentadors
Fins a octubre de 1961 el programa no comptava amb un presentador fix. Des de llavors van complir aquesta funció diversos presentadors (en aquella època anomenats locutors), destacant entre d'altres, Pepe Iglesias El Zorro, Torrebruno, Coque Valero, Isabel Bauzá, Ana María Solsona i finalment, en la temporada 1963-1964, el còmic Tony Leblanc. A més, va ser col·laborador habitual l'humorista Ángel de Andrés.

## Curiositats
La més tard popularíssima actriu Lina Morgan va debutar en televisió com a col·laboradora del programa en petits sketches humorístics.

## Estrelles convidades
Entre els artistes que van desfilar pel plató del programa, s'inclouen:
- Rosa Morena.
- Lola Flores.
- Los H.H..
- Antonio, el ballarí.
- Dúo Dinámico.
- Raphael.
- Marujita Díaz.
- Rocío Jurado.
- Domenico Modugno.
- Diana Dors.
- Alfredo Kraus.
- Jacques Brel.
- Gigliola Cinquetti.
- Paquita Rico.
- Luis Mariano.
- Sacha Distel
- Antonio Molina
- Nati Mistral.
- María Dolores Pradera.